# Veniliornis kirkii
Veniliornis kirkii е вид птица от семейство Picidae.

## Разпространение
Видът е разпространен в Бразилия, Венецуела, Гвиана, Еквадор, Колумбия, Коста Рика, Панама, Перу и Тринидад и Тобаго.